# Pleurostylia pachyphloea
Pleurostylia pachyphloea är en benvedsväxtart som beskrevs av Louis René Tulasne. Pleurostylia pachyphloea ingår i släktet Pleurostylia och familjen Celastraceae. Inga underarter finns listade.

## Bildgalleri

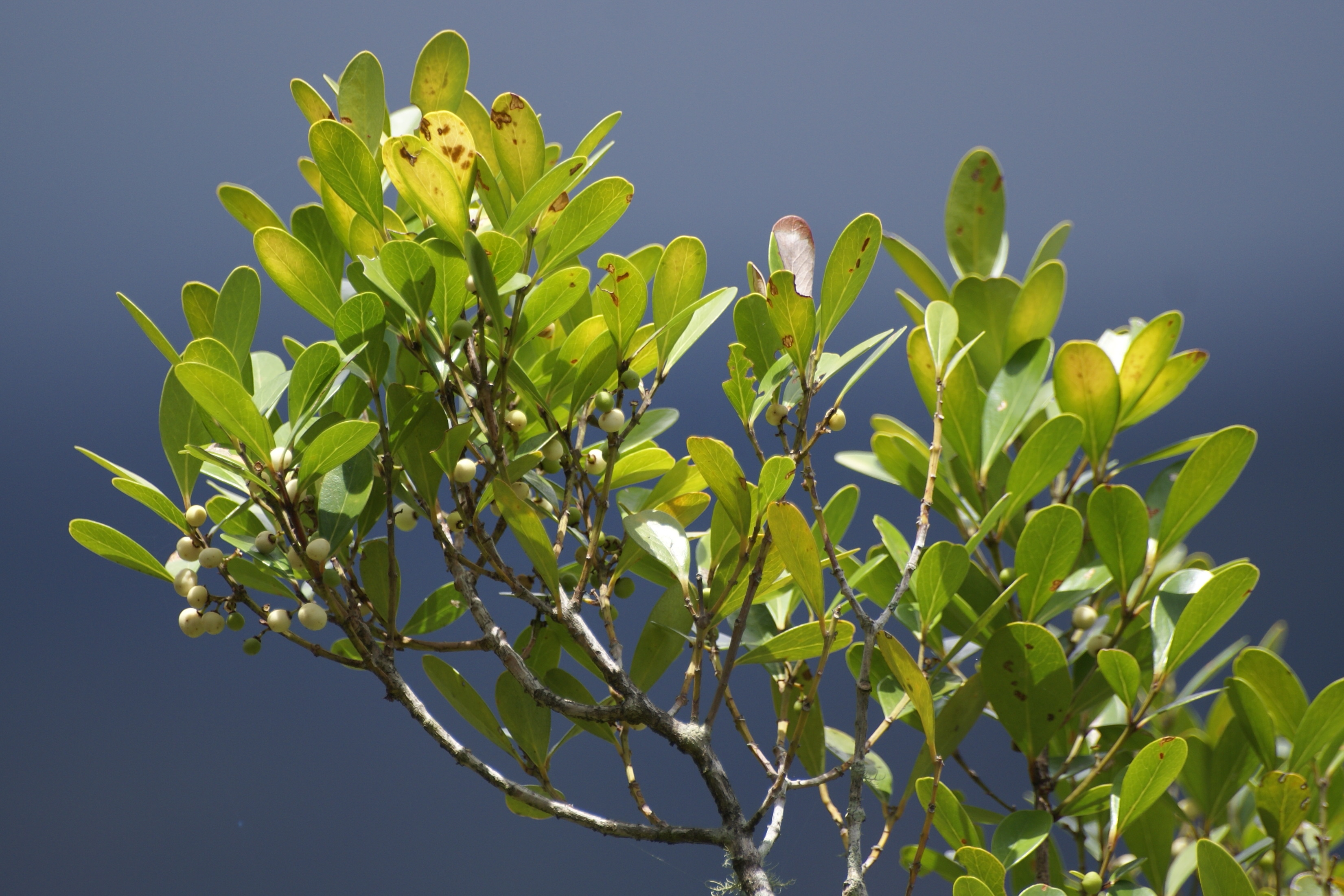